# Антагонисты кальция

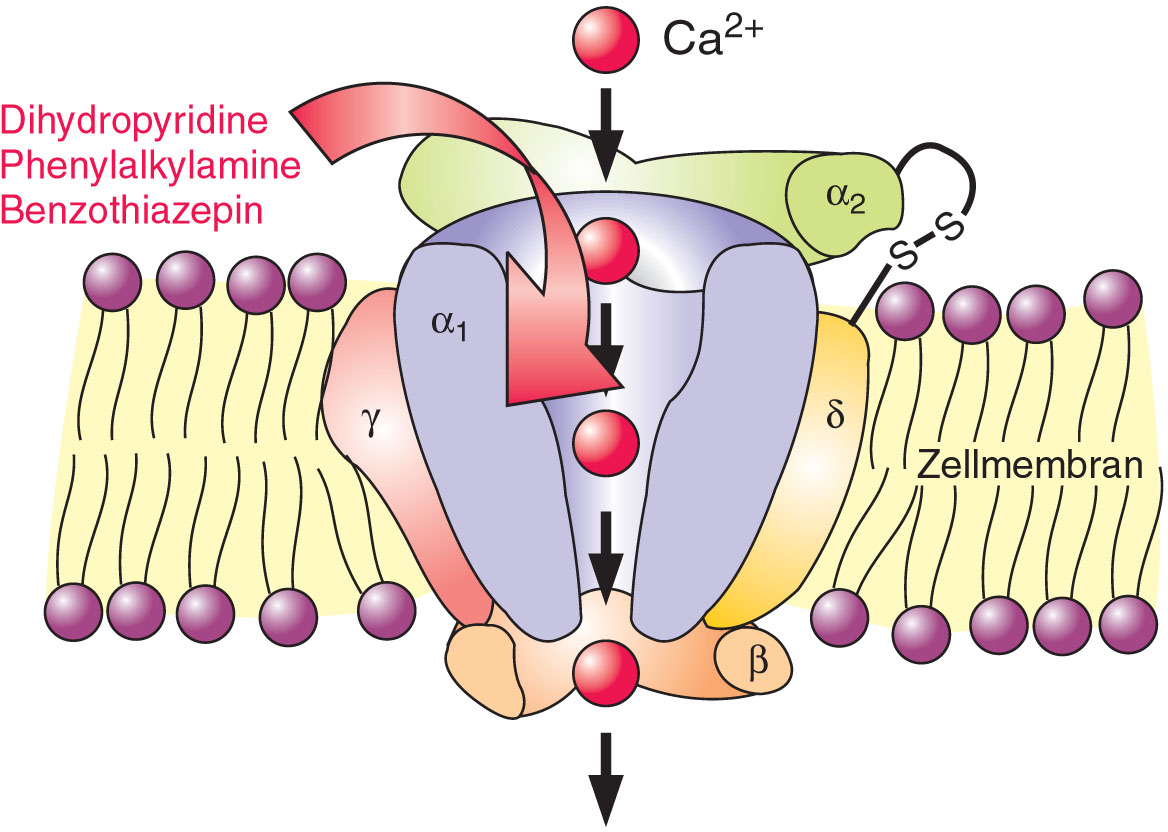
Схема кальциевого канала

Антагонисты кальция (средства, блокирующие кальциевые каналы L-типа; блокаторы медленных кальциевых каналов (БМКК)) — гетерогенная группа лекарственных средств, имеющих одинаковый механизм действия, но различающихся по ряду свойств, в том числе по фармакокинетике, тканевой селективности, влиянию на частоту сердечных сокращений.

## Классификация
Классификация на основе химической структуры:
- фенилалкиламины (верапамил, галлопамил)
- бензотиазепины (дилтиазем, клентиазем)
- 1,4-дигидропиридины (нифедипин, нитрендипин, исрадипин, никардипин, нимодипин, амлодипин, левамлодипин, лацидипин, фелодипин, лерканидипин)
- дифенилпиперазины (циннаризин, флунаризин)
- диариламинопропиламины (бепридил)

С практической точки зрения (в зависимости от влияния на тонус симпатической нервной системы и частоту сердечных сокращений), антагонисты кальция делят на две подгруппы:
- рефлекторно увеличивающие частоту сердечных сокращений (производные дигидропиридина) и
- рефлекторно уменьшающие частоту сердечных сокращений (верапамил и дилтиазем) — по действию во многом сходны с бета-адреноблокаторами.

Согласно классификации, приведенной И. Б. Михайловым (2001), БКК делят на три поколения:
- первое поколение:

- производные фенилалкиламина — верапамил (Изоптин, Финоптин);
- производные дигидропиридина — нифедипин (Фенигидин, Адалат, Коринфар, Кордафен, Кордипин);
- производные бензотиазепина — дилтиазем (Диазем, Дилтиазем);

- второе поколение:

- группа верапамила — галлопамил, анипамил, фалипамил;
- группа нифедипина — исрадипин (Ломир), амлодипин (Норваск), левамлодипин (Азомекс), фелодипин (Плендил), нитрендипин (Октидипин), нимодипин (Нимотоп), никардипин, лацидипин (Лаципил), риодипин (Форидон);
- группа дилтиазема — клентиазем;

- третье поколение — эмопамил, лерканидипин.

По сравнению с БКК первого поколения, БКК второго поколения имеют бо́льшую продолжительность действия, более высокую тканевую специфичность и меньше побочных эффектов. У БКК третьего поколения имеется ряд дополнительных свойств, например, симпатолитическая активность (эмопамил).

## Механизм действия
Основной механизм действия антагонистов кальция заключается в том, что они тормозят проникновение ионов кальция из межклеточного пространства в мышечные клетки сердца и сосудов через медленные кальциевые каналы L-типа. Снижая концентрацию ионов Ca2+ в кардиомиоцитах и клетках гладкой мускулатуры сосудов, они расширяют коронарные артерии и периферические артерии и артериолы, оказывают выраженное сосудорасширяющее действие.